# Allan Louisy
Allan Fitzgerald Laurent Louisy (5 de setembro de 1916 - 2 de março de 2011) foi o segundo primeiro-ministro independente de Santa Lúcia.